# Nico Deppisch

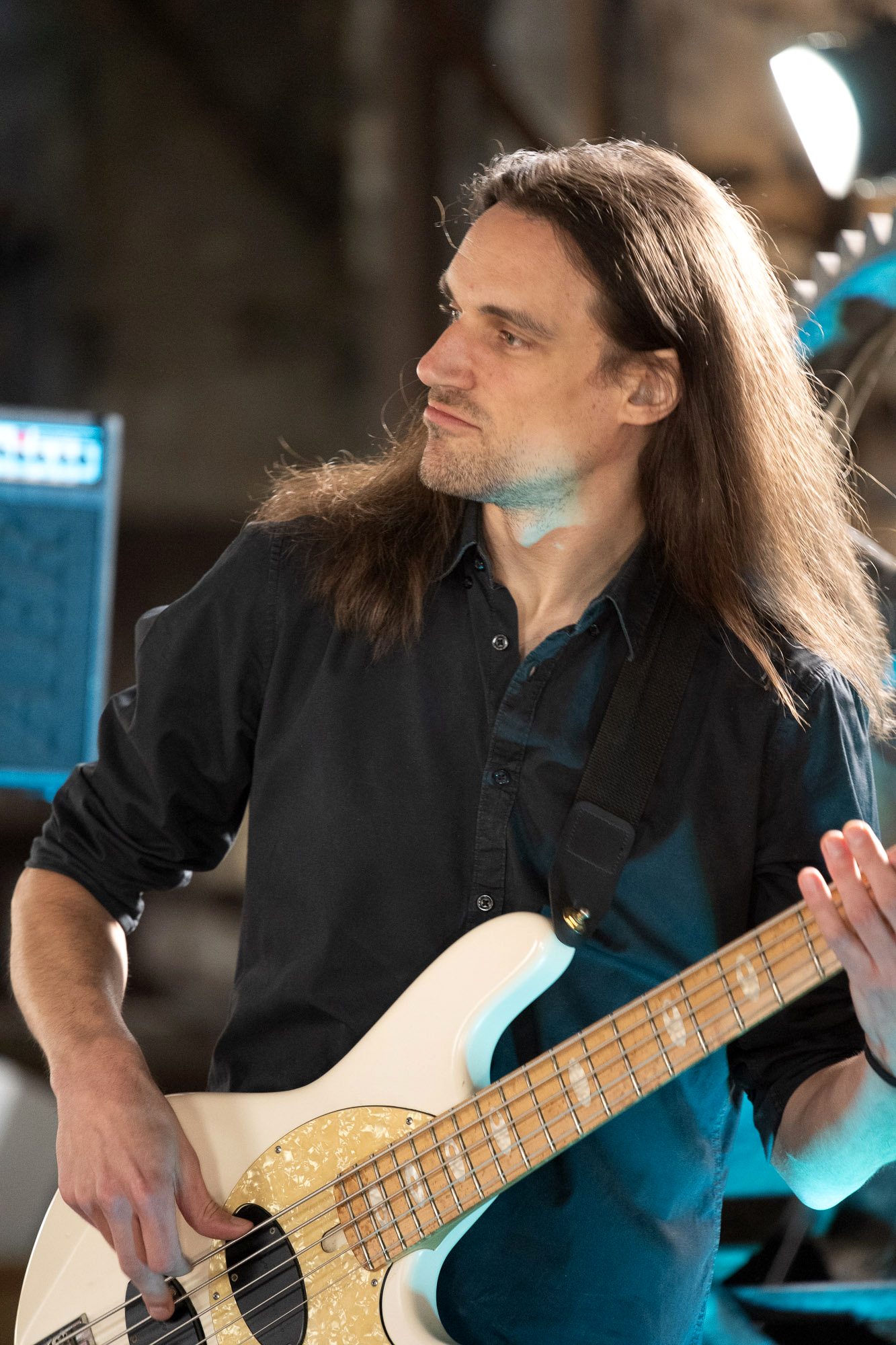
Nico Deppisch, 2022

Nico Deppisch (* 3. April 1981 in Siegen) ist ein deutscher Bassist und Musikpädagoge.

## Leben und Leistungen
Nico Deppisch studierte an der Hochschule für Musik, Theater und Medien Hannover E- und Kontrabass mit dem Abschluss "Diplom-Musikerzieher". Er ist seit 2011 als Notensetzer bei dem Verlag Acoustic Music Books tätig. Seit 2008 ist Deppisch Bassist in der Band "Terminal A" des Gitarristen Peter Autschbach. 2016 lud ihn der Ex-Scorpions-Gitarrist Uli Jon Roth als Bassist zu einer ausgedehnten USA-Tournee ein, bei der u. a. die Ex-Michael-Jackson-Gitarristin Jennifer Batten und der Gitarrist Andy Timmons mitgewirkt haben. 2018 folgte eine Europa-Tournee im Rahmen der G3-Konzerte, bei denen neben Uli Jon Roth auch die Gitarristen Joe Satriani und John Petrucci zu hören waren.
Im Jahr 2021 stieg Nico Deppisch bei der schottischen Multimedia-Show Highland Saga als Bassist ein. Mit ihm zusammen arbeiten dort die Musiker Ian Melrose, Corvin Bahn und Clodagh McCarthy.
Seit 2022 spielt Nico Deppisch in der Band TA2 gemeinsam mit Violinistin Marta Danilkovich, Peter Autschbach und dem Schlagzeuger Jan Melnik, das Album "TA2" erschien im September 2023. Es folgte eine Tournee mit 20 Konzerten, bei denen das Album vorgestellt wurde.

## Diskografische Hinweise
- 2011 Pure Solid (CD) Wishless
- 2016 Barriers (CD) Crystal Breed
- 2017 Wir sind Demokratie (CD) Peter Autschbach
- 2017 Zero Gravity (CD) Peter Autschbach & Ralf Illenberger
- 2018 Sweeter Than Honey (CD) Samira Saygili & Peter Autschbach
- 2021 Sing (CD) Samira Saygili & Peter Autschbach
- 2023 TA2 (CD) Peter Autschbach's TA2